# Selaginella willdenowii
Selaginella willdenowii là một loài dương xỉ trong họ Selaginellaceae. Loài này được Desv. ex Poir. Baker mô tả khoa học đầu tiên năm 1867.

## Hình ảnh

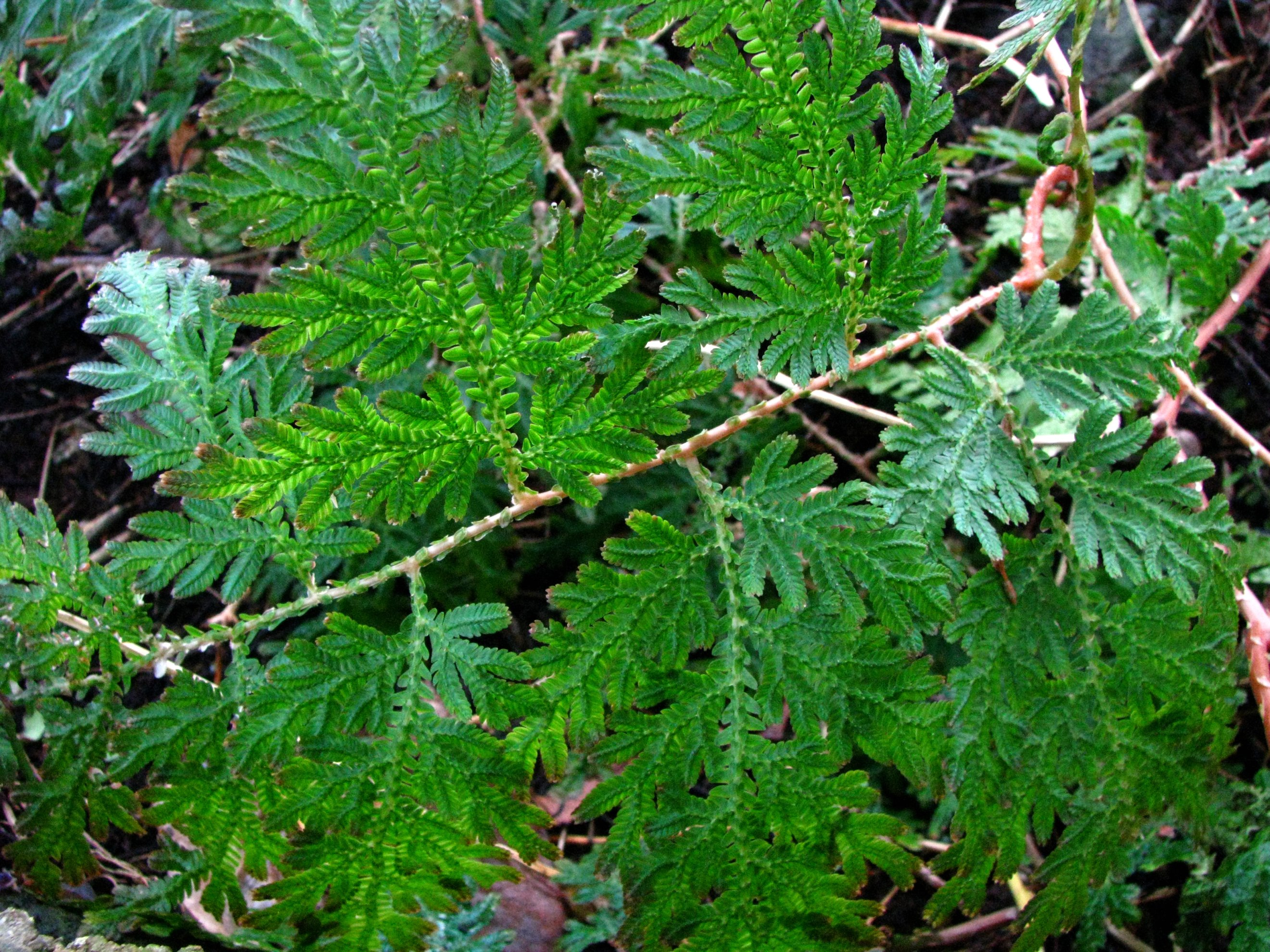
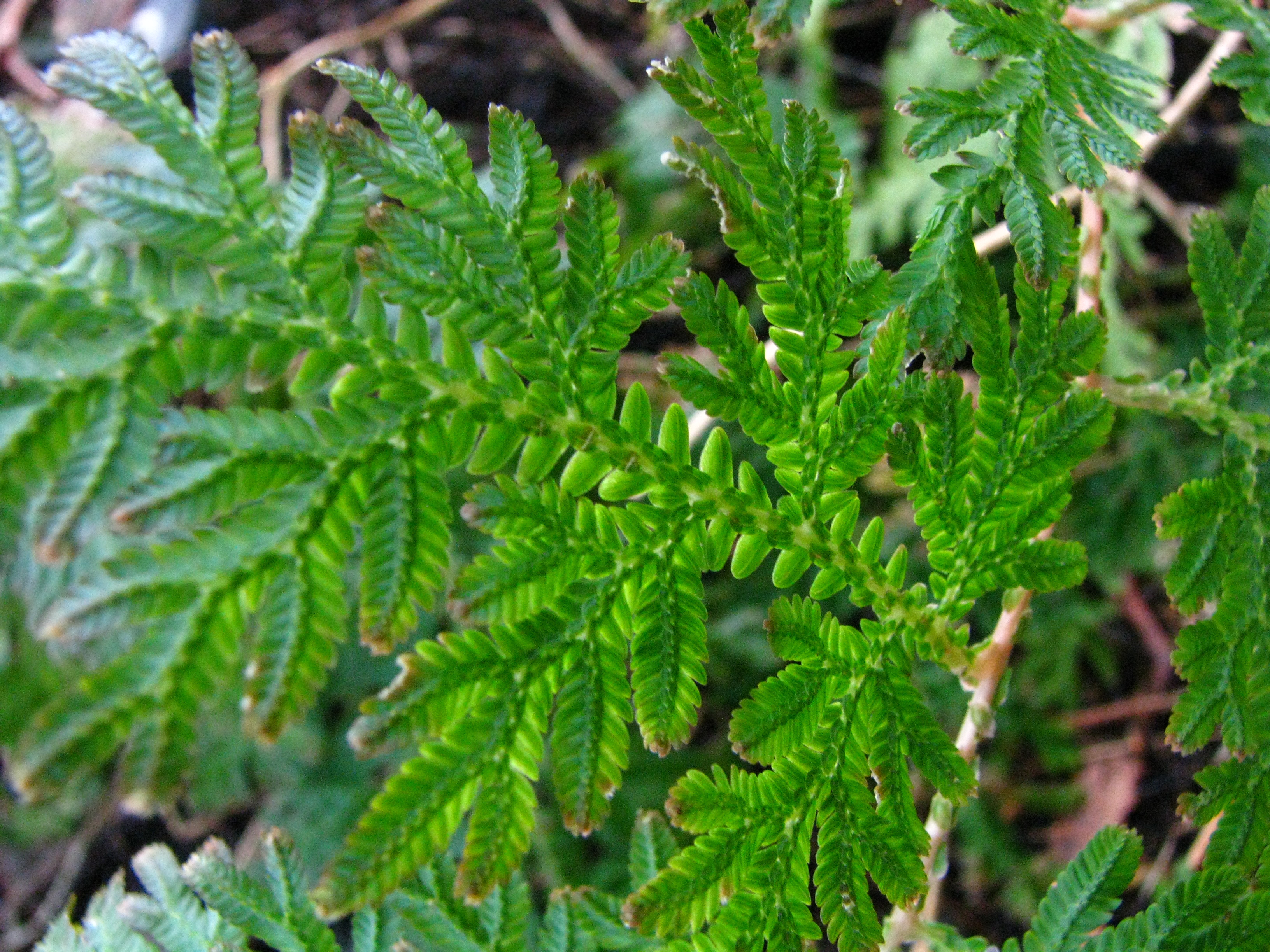
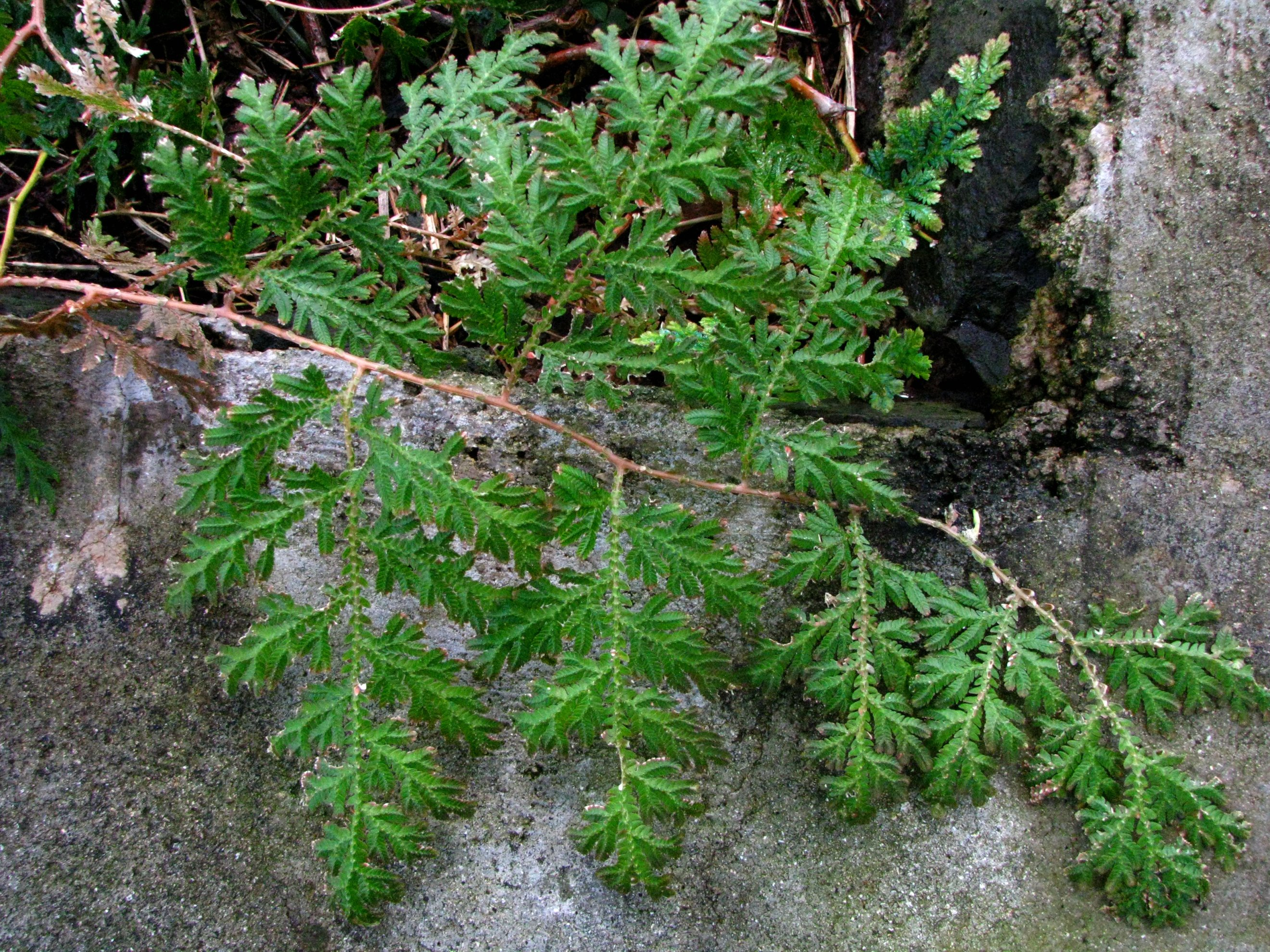
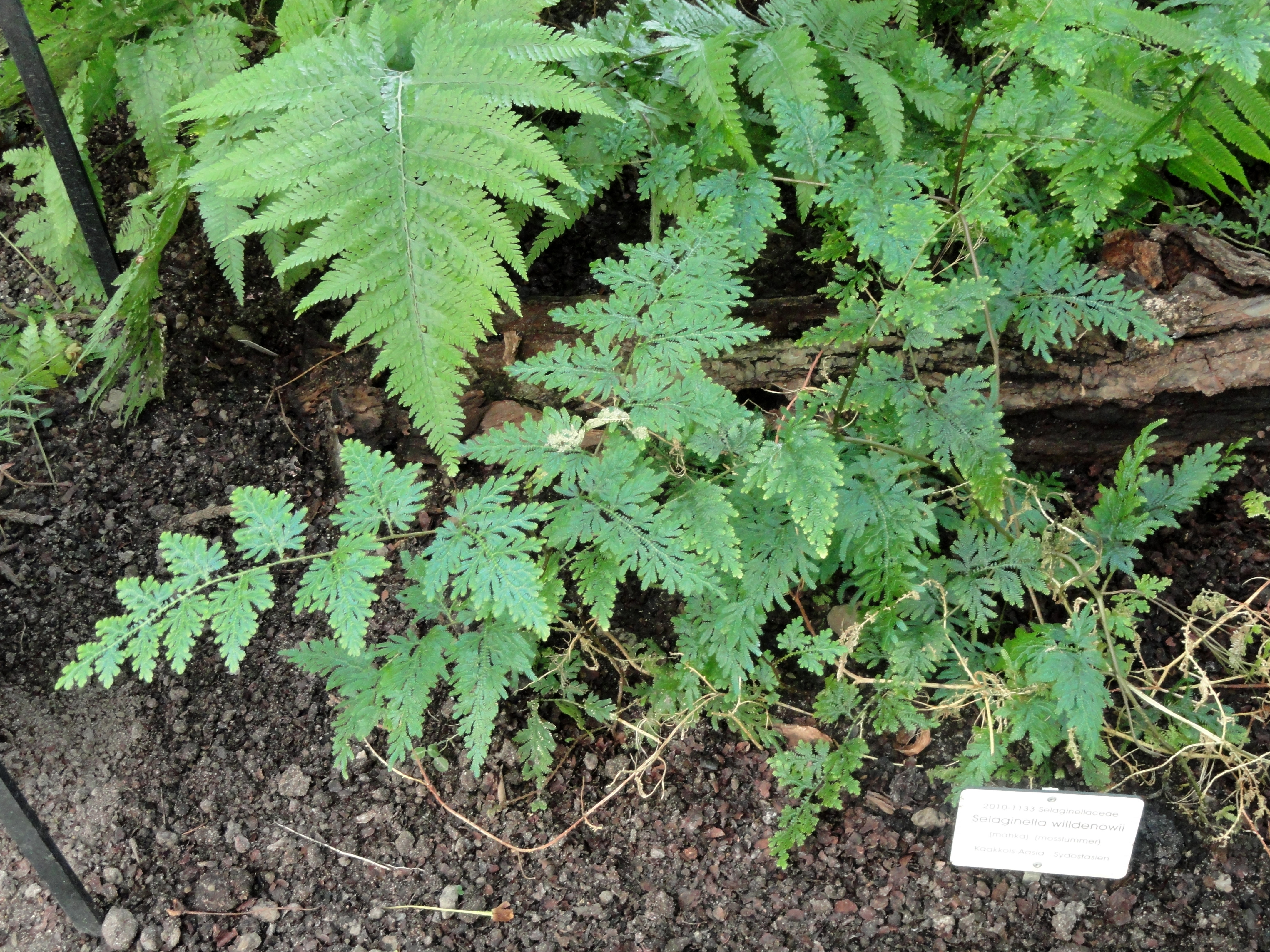